# Chimpansees
De chimpansees (Pan) zijn een geslacht van de familie mensachtigen (Hominidae). Dit geslacht bestaat uit twee soorten: chimpansee (Pan troglodytes) en bonobo of dwergchimpansee (Pan paniscus).
De twee soorten splitsten zich waarschijnlijk zo'n 2,5 miljoen jaar geleden. De twee soorten worden gescheiden door de Kongostroom. Vroeger werd de bonobo wel als ondersoort van de chimpansee gezien. De West-Afrikaanse chimpansee (Pan troglodytes verus), een ondersoort van de chimpansee, wordt door sommigen ook als een aparte soort beschouwd. Pan wordt soms tot hetzelfde geslacht als Homo gerekend.

## Kenmerken
Ze hebben opvallende oren, lange armen (langer dan de benen), lange handen met een stompe duim, en zijn net als andere mensapen staartloos.
Chimpansees kunnen werktuigen maken om voedsel te verkrijgen. Het zijn omnivoren. Hoewel het merendeel van hun voedsel plantaardig is (vruchten, zaden, bloemen en bladeren), eten ze ook insecten en jagen ze op andere dieren, zoals franjeapen. Net als mensen leven chimpansees in groepen die een territorium verdedigen.

## Verspreiding
De chimpansees komen voor in de bossen en regenwouden van Afrika.

## Taxonomie
- Geslacht: Pan (Chimpansees) (2 soorten)
  - Soort: Pan paniscus – Bonobo
  -  Soort: Pan troglodytes – Chimpansee
    - Ondersoort: Pan troglodytes schweinfurthii
    - Ondersoort: Pan troglodytes troglodytes
    - Ondersoort: Pan troglodytes vellerosus
    -  Ondersoort: Pan troglodytes verus – West-Afrikaanse chimpansee